# Federico Aubele

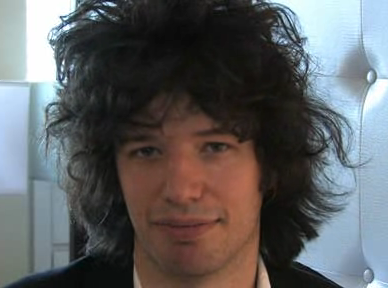
Federico Aubele, 2008

Federico Aubele (* 26. August 1974 in Buenos Aires) ist ein argentinischer Latin/Dub-Reggae/Trip-Hop-Musiker. Aubele selbst beschreibt seinen Stil als einen Mix aus verschiedenen Musikrichtungen Amerikas.

## Werdegang
Federico Aubele fing bereits im Alter von 12 Jahren an, musikalisch produktiv zu sein. Frühere Einflüsse bekam er von seiner Mutter, die selbst eine Amateur-Gitarristin ist. Im Jahr 2001 zog er auf Grund der Argentinischen Wirtschaftskrise für mehrere Jahre nach Berlin, wo er auch Deutsch lernte.
Aubele wandte sich per E-Mail an das amerikanische DJ-Duo Thievery Corporation, die neben ihrer eigenen musikalischen Laufbahn auch das Plattenlabel Eighteenth Street Lounge Music leiten, und wurde nach seinen zugeschickten Demoaufnahmen unter Vertrag genommen. 2003 erschien Aubeles Debütalbum, Gran Hotel Buenos Aires, produziert von Thievery Corporation.
Auch bei seinen folgenden Alben Panamericana (2007), dessen Titel eine Anspielung auf den Pan-American Highway ist, und Amatoria (2009), bei dem diverse Gastmusiker wie Miho Hatori oder Sabina Sciubba mitgewirkt haben, waren Thievery Corporation wieder als Produzenten tätig. Letzteres hebt sich klanglich von Aubeles vorherigen Veröffentlichungen ab, da er überwiegend selbst als Sänger zu hören ist.
In der 8. Episode der 5. Staffel von Alias ist sein Lied Esta Noche von seinem ersten Album Gran Hotel Buenos Aires zu hören.
Federico Aubele lebt derzeit in New York City und ist mit der argentinischen Musikerin Natalia Clavier verheiratet, die neben ihrem Debütalbum Nectar (2008) bei Eighteenth Street Lounge Music auch auf Aubeles Alben als Sängerin zu hören ist.

## Diskografie
Studioalben
- 2004: Gran Hotel Buenos Aires
- 2007: Panamericana
- 2009: Amatoria
- 2009: Amatoria Remixed (Remix-Album)
- 2011: Berlin 13
- 2013: 5

Singles
- 2003: Postales
- 2005: Esta Noche
- 2007: La Esquina

Sonstige Beiträge
- 2006: Music from the Motion Picture Poseidon
- 2007: Namesake  von Original Soundtrack